# Hoffmannia vesiculifera
Hoffmannia vesiculifera är en måreväxtart som beskrevs av Paul Carpenter Standley. Hoffmannia vesiculifera ingår i släktet Hoffmannia och familjen måreväxter. Inga underarter finns listade i Catalogue of Life.